# Folgen der COVID-19-Pandemie für das Bildungs- und Erziehungssystem in Deutschland

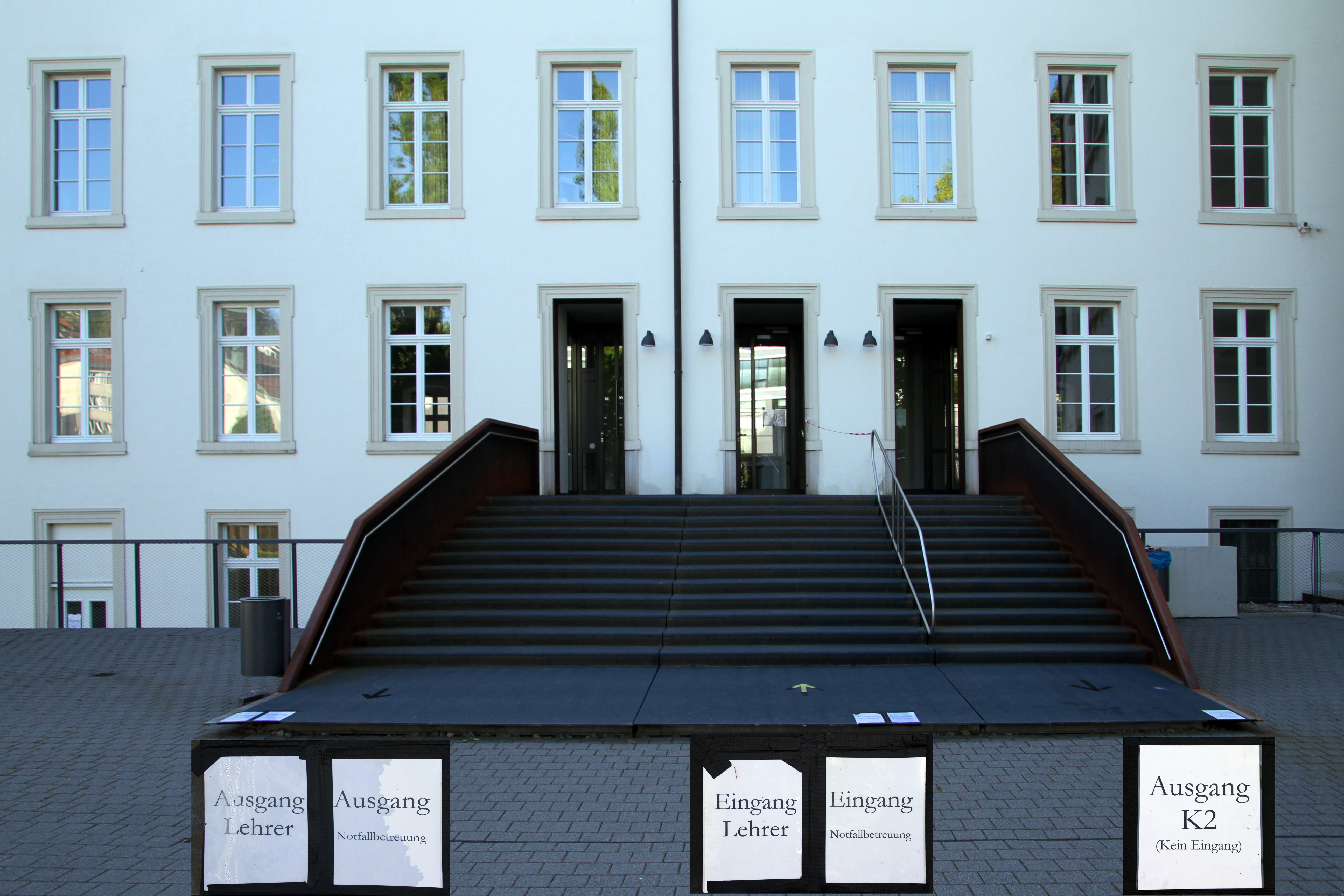
Infektionsschutzmaßnahmen in einer Schule in Baden-Baden, Mai 2020

Die Ende 2019 erstmals beschriebene Infektionskrankheit COVID-19 breitet sich in Deutschland seit dem 27. Januar 2020 aus. Die COVID-19-Pandemie hatte erhebliche bzw. hat Auswirkungen auf das Bildungs- und Erziehungssystem. Einerseits wurde versucht, mit Schließungen von Schulen und Kindertagesstätten und Distanzunterricht an Schulen und Hochschulen die Ausbreitung der Pandemie zu verlangsamen. Andererseits wurde versucht, das Infektionsrisiko in Schulen und anderen Bildungseinrichtungen zu senken, um auch während der Pandemie Präsenzunterricht zu ermöglichen – bspw. durch Lüften, Maskenpflicht und die Entzerrung von Lerngruppen. Es kam zu zahlreichen Debatten um die Notwendigkeit und Verhältnismäßigkeit der Maßnahmen: Bspw. um die Frage, welche Rolle Schulen als Treiber der Pandemie spielen, oder um die Folgen von Schulschließungen für benachteiligte Schüler und Familien.

## Schulen und Kindertagesstätten

### Infektionsgeschehen und Schutzmaßnahmen

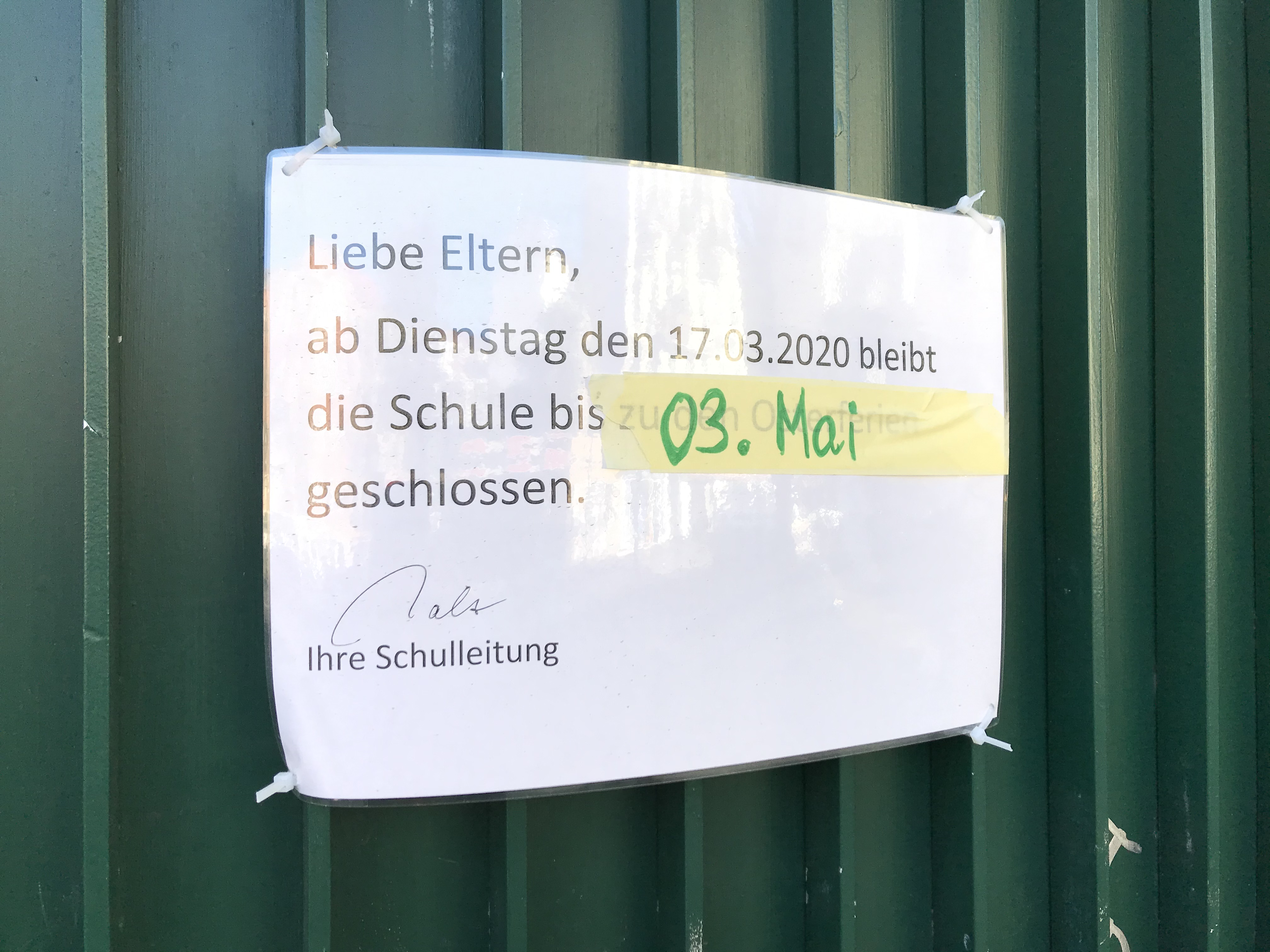
Schild an einem Schultor in Berlin informiert über Schulschließung (April 2020)

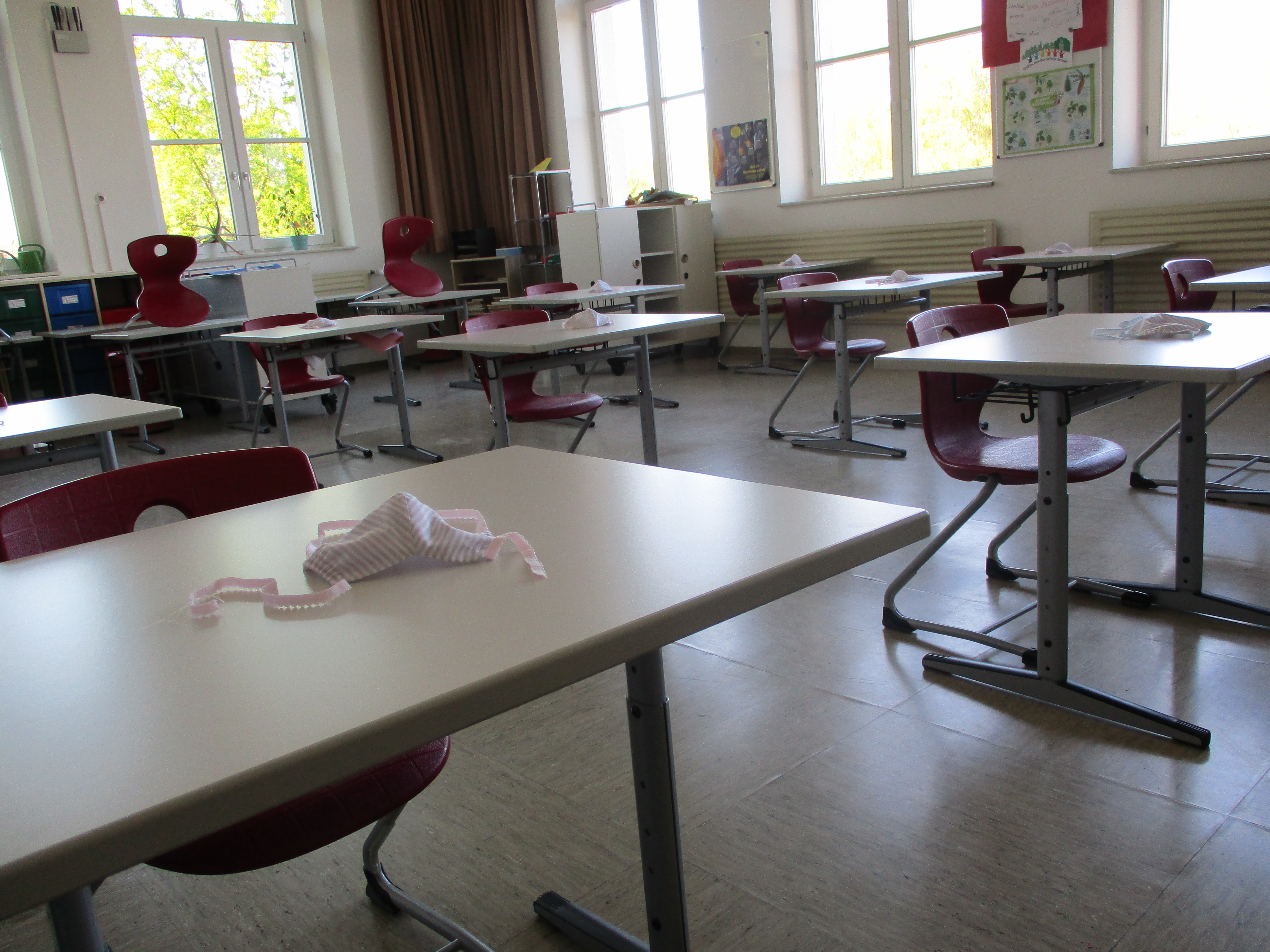
Klassenzimmer einer Grundschule in Baden-Württemberg, das für die Wiederöffnung nach Schulschließung vorbereitet wurde: Ausstattung mit Einzeltischen, Einhaltung des Mindestabstands, Alltagsmasken (Ende April 2020)

Am 13. März 2020 und den folgenden Tagen schlossen dann alle Bundesländer flächendeckend alle Schulen. Alle Länder richteten eine Notbetreuung für Kinder ein, deren Eltern in systemrelevanten Berufen arbeiten. Für alle anderen Kinder musste der Unterricht weitgehend als Lernen zu Hause per Fernunterricht erfolgen. Eltern, die Kinder unter zwölf Jahren während der Pandemie wegen geschlossener Kitas und Schulen zu Hause betreuen müssen, haben seit 30. März 2020 Anspruch auf eine Lohnersatzleistung. Einige Bundesländer beschlossen, Prüfungen zu verschieben. Außerdem setzte eine Reihe von Bundesländern das „Sitzenbleiben“ aus oder plante eine Versetzung „auf Probe“. Ende März 2020 einigten sich die Kultusminister aller Bundesländer, dass die Abiturprüfungen stattfinden, wenn auch teils zu Terminen, die von dem in dem betreffenden Land sonst üblichen Prüfungszeitraum abwichen.
Nach einem Beschluss der Kultusministerkonferenz nahmen die Schulen ab Ende April oder Anfang Mai 2020 den Präsenzunterricht schrittweise wieder auf. Zunächst kehrten die Abschlussjahrgänge in die Schule zurück. Präsenzunterricht und Lernen zu Hause sollten sich dabei abwechseln, damit die Lerngruppen kleiner und nicht alle Schüler auf einmal in den Schulen waren. Nach dem Wiederbeginn des Präsenzunterrichts wurden, wie schon im Februar und März 2020, einzelne Schulen zeitweise geschlossen, weil es vor Ort zu Infektionen gekommen war.
Für Internate galten die Einschränkungen nur teilweise, da ihre Klassenverbände als Haushalte eingestuft werden konnten. In einigen Internaten blieben ausschließlich die Abschlussjahrgänge vor Ort. Einige Internate führten eine „Campusquarantäne“ ein, mit strenger Regulierung aller Außenkontakte. Internate in Deutschland berichteten von einer erhöhten Nachfrage.
Kindertageseinrichtungen wurden erst später schrittweise wieder geöffnet und blieben teils bis Anfang Juni 2020 weitgehend geschlossen. Die einzelnen Bundesländer beschlossen im Detail unterschiedliche Öffnungstermine und Regelungen.
Im Juni 2020 lief die Kindertagesbetreuung dann wieder in allen Bundesländern zumindest im eingeschränkten Regelbetrieb. Ende Juni 2020 waren einige Länder bereits zum vollständigen Regelbetrieb übergegangen. Nahezu überall konnten wieder deutlich über 70 Prozent der Kinder eine Kindertageseinrichtung besuchen.
Die Kultusminister der Länder strebten an, dass nach den Sommerferien 2020 deutschlandweit die Schulen zum Regelbetrieb zurückkehren. Am 14. Juli 2020 beschloss die Kultusministerkonferenz einen „Rahmen für aktualisierte Schutz- und Hygienemaßnahmen“ an Schulen. Damit war beabsichtigt, dass nach den Sommerferien 2020 ein möglichst weitgehender Normalbetrieb in Präsenzform ermöglicht werden sollte. Es wurde angeordnet, dass weiterhin auf bestimmte Hygienemaßnahmen eingehalten wurden, zum Beispiel der Verzicht auf Körperkontakt und regelmäßiges Lüften der Klassenzimmer. Als Indikator für die Lufthygiene wurde die Messung des Kohlenstoffdioxidgehalts der Atemluft in Räumen beispielsweise mit CO2-Messgeräten herangezogen, der im Mittel einen Wert von 1000 parts per million nicht überschreiten sollte. Abstandsregeln während des Unterrichts waren im Sommer 2020 dagegen nicht mehr vorgesehen. Der Rahmen diente damals als Orientierung für schulische Infektionsschutz- und Hygienepläne der Länder nach § 36 i. V. m. § 33 IfSG.
Nach den Sommerferien und im Herbst 2020 galten in den Ländern teilweise unterschiedliche Regelungen zum Infektionsschutz an Schulen. So waren Klassenfahrten und Schüleraustausche teils untersagt, teils erlaubt. Auch auf Klassenfahrten kam es zu Infektionen. Im Herbst 2020 wurden die Regelungen zu Klassenfahrten und Austauschen bundesweit verschärft. Am 25. November 2020 bekräftigen Bund und Länder, dass Schülerfahrten und internationaler Austausch grundsätzlich untersagt bleiben sollten.
Als im Oktober und November 2020 die Infektionszahlen stiegen, wurden auch wieder vermehrt Infektionen in Schulen festgestellt. So mussten bspw. in Niedersachsen zwischen dem 1. und 4. November acht Schulen schließen. Nach längeren Debatten in Öffentlichkeit und Politik beschlossen Bund und Länder am 25. November 2020 eine Reihe von Leitlinien und Regeln für den Infektionsschutz an Schulen. Die Leitlinien sahen vor, dass das Offenhalten von Kinderbetreuungseinrichtungen und Schulen die höchste Priorität hat. Es wurde beschlossen, abhängig vom Infektionsgeschehen vor Ort z. B. eine Pflicht zum Tragen von Mund-Nase-Bedeckungen und Wechselunterricht für höhere Jahrgänge einzuführen sowie zur Aufdeckung von Infektionsketten verstärkt Antigen-Schnelltests einzusetzen. Empfohlen wurde, einheitliche Kontroll- und Quarantänestrategien mit stabilen Klassenverbänden zu entwickeln. Auch wurde der Schülerverkehr entzerrt, z. B. durch zeitversetzten Unterricht oder zusätzliche Busse.
Nach erheblichen Diskussionen beschlossen am 6. Januar 2021 die Ministerpräsidenten der Länder die deutschlandweite Schließung der Schulen über die Weihnachtsferien hinaus, stattdessen fand zu Beginn des Jahres 2021 Distanzunterricht statt. Abweichungen davon regeln die Bundesländer individuell, beispielsweise können in Einzelfällen Schüler unterer Jahrgangsstufen in NRW Präsenzunterricht erhalten. Verschiedene Medien berichteten Anfang Januar über Probleme beim Distanzunterricht, u. a. wegen technischer Probleme.

### Debatte
Vielfach wurde die Sorge geäußert, die Schulen in Deutschland seien nicht ausreichend auf den digitalen Unterricht vorbereitet. Bund und Länder stellten 500 Millionen Euro unter anderem für Laptops und Computer für benachteiligte Schüler zur Verfügung.
Die Schließungen von Schulen und Kindertageseinrichtungen waren von Beginn an besonders kontrovers. Elternvertreter, Medien und auch die Nationale Akademie der Wissenschaften Leopoldina warnten, dass im Distanzunterricht vor allem die schwachen Schüler abgehängt würden. Außerdem wiesen sie auf die enormen Belastungen für Familien und besonders für Mütter hin, die nach Studien die Hauptlast des Betreuungsaufwands stemmten. Dagegen warnten beispielsweise das Robert Koch-Institut und die Gewerkschaft Erziehung und Wissenschaft vor dem hohen Infektionsrisiko in Schulen und Kindertageseinrichtungen. Es war allerdings auch umstritten, wie stark Kinder tatsächlich zur Verbreitung des Virus beitrugen. Die Einschränkung des Präsenzunterrichts unterschiedlicher Klassenstufen war auch Thema juristischer Auseinandersetzungen.
Für eine Kontroverse sorgte die Berichterstattung der Bildzeitung Ende Mai 2020 über Schulschließungen und eine angeblich fehlerhafte Studie von Christian Drostens Team über die Infektiosität von Kindern (siehe dazu den entsprechenden Abschnitt unter Falschinformationen zur COVID-19-Pandemie § Angeblich unglaubwürdige Wissenschaft). Im Dezember 2020 wurde eine weitere Studie zum Infektionsgeschehen in Schulen in Auftrag gegeben, und deren Zwischenergebnisse (systematische Übersichtsarbeiten sowie Datenanalysen) wurden als Zwischenberichte bei der Kultusministerkonferenz (KMK) eingereicht. Nach Medienangaben erklärte die KMK im Juli 2021, dass Ergebnisse der Studie erst nach Durchlaufen eines Peer-Review-Prozesses veröffentlicht werden sollen.
Die Leopoldina erklärte in einer Stellungnahme vom 5. August 2020, nach derzeitigem Wissensstand könne es einerseits auch in Bildungseinrichtungen zur Verbreitung von SARS-CoV-2 kommen. Andererseits sei es in Ländern wie Dänemark oder Norwegen gelungen, den Schulbetrieb ohne erneute Schließungen wieder aufzunehmen. Die Akademie empfiehlt daher, den Zugang zu Bildungseinrichtungen so lange wie möglich aufrechtzuerhalten, in den Bildungseinrichtungen das Infektionsrisiko zu reduzieren und für den Fall erneuter Schließungen ein zukunftsfähiges digitales System von Fernunterricht als Ergänzung der Präsenzlehre aufzubauen.
Als Anfang August der Unterricht nach den Sommerferien in den ersten Bundesländern begann, kam es zu einer Debatte über das Infektionsrisiko und die notwendigen Hygienemaßnahmen. Einzelne Bundesländer kündigten eine Maskenpflicht auch in Klassenräumen an. Medizinische Fachgesellschaften für Kinder- und Jugendmedizin und Virologie vertraten unterschiedliche Meinungen über die Notwendigkeit dieser und anderer Präventionsmaßnahmen. In Mecklenburg-Vorpommern, wo der Unterricht zuerst begann, wurden nach einer Woche Unterricht zwei Schulen wegen Infektionen mit SARS-CoV-2 wieder geschlossen.
Am 16. November 2020 nahm die die Nationale Akademie der Wissenschaften Leopoldina erneut Stellung zum Infektionen und Schutzmaßnahmen in Schulen. Sie erklärte, Schüler seien ein wesentlicher Teil des Infektionsgeschehens. Die Inzidenz pro 100.000 Personen habe an Schulen deutschlandweit nachweislich stark zugenommen. Gleichzeitig sei es extrem wichtig, Schulen offen zu halten. Daher müssten Schulen dringend in die Lage versetzt werden, konsequent alle dringend notwendigen Schutzmaßnahmen unbürokratisch zu ergreifen, wie bspw. Tragen eines Mund-Nasen-Schutzes, Bildung von ausnahmslos festen Gruppen und schnelle und konsequente Quarantänemaßnahmen bei Infektionen und Verdachtsfällen.

## Hochschulen
Universitäten und Fachhochschulen stellten die Präsenzlehre im März und April 2020 bis auf Weiteres ein. Auf Basis der Beschlüsse von Bund und Ländern vom 15. April 2020 wird das Sommersemester 2020 weitgehend als Online-Semester stattfinden. Im Oktober 2020 veröffentlichten der Stifterverband und McKinsey die Ergebnisse von zwei Umfragen bei von mehr als 11.000 Studierenden und 1.800 Lehrenden an deutschen Hochschulen zur Lehre im Sommersemester 2020. Demnach haben die Hochschulen ihre Angebote schnell und weitgehend auf digitale Formate umgestellt. Etwa 60 Prozent der befragten Studierenden und Lehrenden gaben an, dass sie mit der Umstellung auf digitale Lehrformate zufrieden seien. Allerdings sank die Gesamtzufriedenheit mit der Lernerfahrung deutlich auf 51 % im Sommersemester im Vergleich zu 85 % im vorherigen Wintersemester.
Bereits am 2. Juli 2020 erklärte die HRK, auch im Wintersemester 2020/2021 werde der Schwerpunkt voraussichtlich auf digitalen Angeboten liegen, wo immer vertretbar kombiniert mit Präsenzangeboten. In bestimmten Fällen wie bspw. Laborübungen oder praktischen Übungen in Sport und Medizin müsse die Präsenzlehre wieder verstärkt zum Zuge kommen. Langfristig sei eine allgemeine Rückkehr zu Präsenzformaten unstreitig, vorläufig müsse der Gesundheitsschutz aber weiter Priorität haben. Am 27. November 2020 bestätigten Bund und Länder, dass Hochschulen und Universitäten bis auf bestimmte Ausnahmen auch im Wintersemester digitale Lehre nutzen sollen.
Im Sommersemester 2020 beschloss das Bundesministerium für Bildung und Forschung eine „Überbrückungshilfe für Studierende in pandemiebedingten Notlagen“. Damit sollten Studierende unterstützt werden, die durch den Verlust von Nebenjobs oder andere Folgen der Pandemie in eine akute wirtschaftliche Notlage geraten waren. Studierende mussten in einer akuten finanziellen Notlage sein, um die Unterstützung zu bekommen. Die Unterstützung wurde von Studierendenverbänden und Opposition als nicht ausreichend kritisiert. Die Hilfen wurden im Sommer eingestellt, aber zum verspäteten Beginn des Wintersemesters Anfang November wieder eingeführt.
Zum Wintersemester 2021/22 strebten Hochschulen und Länder erneut einen Präsenzunterricht an. Sie orientierten sich mit ihren Szenarien an der 3G-Regel (vollständig geimpft, getestet oder genesen), die von Bund und Ländern im August 2021 beschlossen worden war.

## Weitere Bildungsstätten
In den von Bund und Ländern am 16. März 2020 beschlossenen Leitlinien wurde unter anderem festgelegt, die Angebote in Volkshochschulen, Musikschulen und sonstigen öffentlichen und privaten Bildungseinrichtungen im außerschulischen Bereich auszusetzen. Viele Volkshochschulen erfüllten daraufhin ihren Bildungsauftrag durch Online-Angebote. Auch die Erstorientierungskurse für Asylbewerber mit unklarer Bleibeperspektive sowie Integrations- und Berufssprachkurse wurden ausgesetzt. Das BAMF förderte die Bereitstellung digitaler Lernangebote für die Integrationskurse über das Lernportal der Volkshochschulen.